# Rosario de Lerma (Salta)
Rosario de Lerma is een plaats in het Argentijnse bestuurlijke gebied Rosario de Lerma in de provincie  Salta. De plaats telt 21.592 inwoners.